# An
 For alternative betydninger, se Anu.
I den sumeriske mytologi var An (også kaldet Anu) den gud, hvis navn var synonymt med solens zenit eller himlen. Han var den ældste gud og en del af en triade, der også omfattede himmelguden Enlil og vandguden Enki.
| Mytologi | Spire Denne artikel om mytologi er en spire som bør udbygges. Du er velkommen til at hjælpe Wikipedia ved at udvide den. |